# 狩野尚信

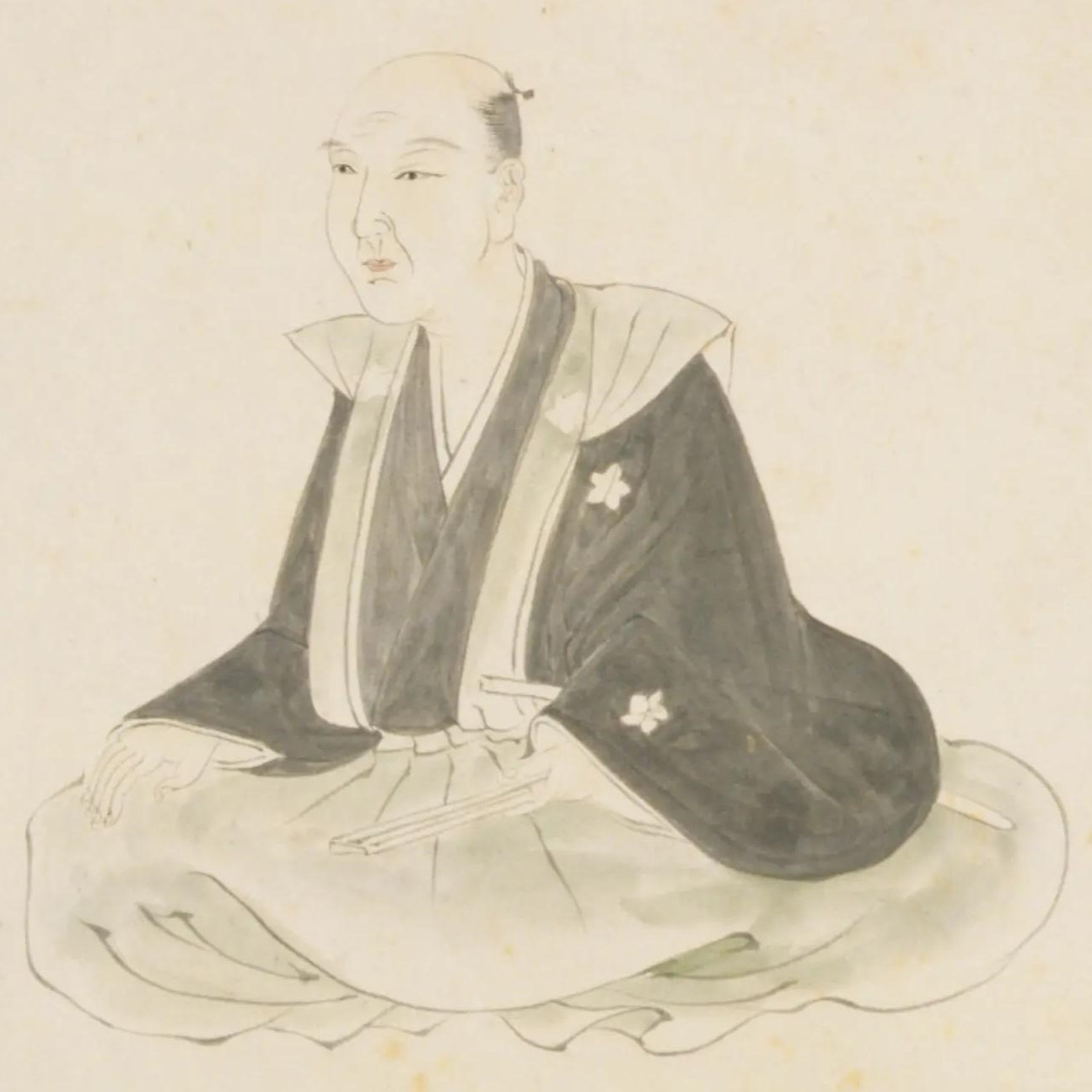
狩野尚信（『肖像集』）

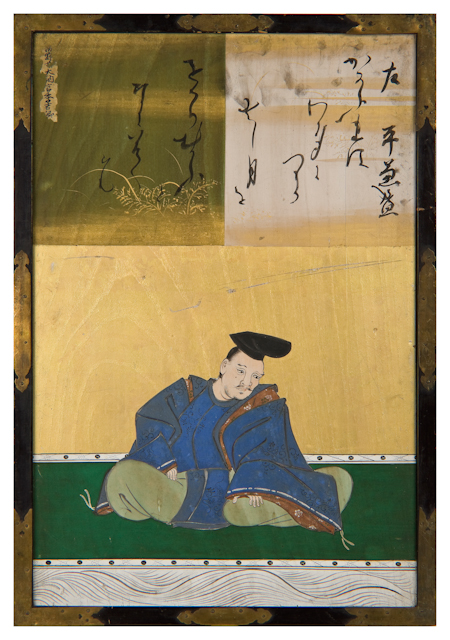
『三十六歌仙額』のうち「平兼盛」 金刀比羅宮蔵、探幽・安信との共作。書は滋野井季吉。慶安元年（1646年）松平頼重が奉納。

狩野 尚信（かのう なおのぶ、慶長12年10月6日（1607年11月25日） - 慶安3年4月7日（1650年5月7日））は江戸時代初期の狩野派（江戸狩野）の絵師。竹川町狩野家（木挽町狩野家）の祖。狩野孝信の次男で探幽の弟、安信の兄。妻は狩野甚之丞の娘、子に常信。通称は主馬、自適斎、卜隠と号した。

## 略歴
慶長12年（1607年）、京都に生まれる。父は狩野孝信、母は佐々成政の娘。探幽は兄、安信は弟で、姉妹は狩野信政、神足高雲（常庵）に嫁いだ。また狩野寿石は甥（大甥とも）、久隅守景の妻国は姪、江戸幕府3代将軍徳川家光の正室（御台所）鷹司孝子は母方の従姉に当たる。
幼少期は父に頼まれた狩野興以に兄や弟と共に絵の教育を受けたという。元和4年（1618年）に父が亡くなると、5歳年長の兄探幽は既に別家したため、尚信が父の跡を継ぐことになる。元和9年（1623年）の家光上洛の際に17歳でお目見えし、家光から絵事を申しつけられ幕府の御用絵師になった。同年に従兄の宗家当主狩野貞信が死亡、子が無かったため弟の安信が宗家を継いだ際、安信を盛り立てることを誓った誓約書では4番目に署名した（前の3人は狩野長信・探幽・狩野甚之丞、後の3人は狩野新右衛門・狩野元俊・興以）。大坂城本丸御殿の大広間・対面所・白書院といった主要な部屋の障壁画を描き（慶応4年（1868年）の火災で現存せず）、寛永3年（1626年）に二条城行幸御殿と二の丸御殿黒書院の障壁画を制作した。
兄に続き、寛永7年（1630年）に江戸に召され竹川町に屋敷を拝領、竹川町狩野家の祖となる。従叔父に当たる狩野甚之丞の娘と婚姻し、息子・常信が生まれる。探幽の画風を素早く習得し、大坂城、二条城、聖衆来迎寺、知恩院障壁画の制作では兄と共に参加し、その画業を補佐した。寛永18年（1641年）に大徳寺本坊方丈と禁裏御所造営、翌寛永19年（1642年）に聖衆来迎寺客殿と知恩院方丈、正保4年（1646年）に江戸城などの寺院や城の障壁画を兄と共に制作した。また正保2年（1645年）に後水尾上皇の依頼で制作した『猿猴図』は、探幽の『白衣観音図』・安信の『猿猴図』と共に作られた3幅対の合作で、相国寺に寄進され現存している。
この他、寛永18年に王子神社の造営を描いた『若一王子縁起絵巻』3巻を制作（原本は不明、模本が紙の博物館と東京国立博物館などに所蔵）、源氏物語の夕顔と浮舟を描いた年代不明の『夕顔・浮舟図屏風』を制作、寛永19年頃に源氏物語から選んだ場面を3巻にまとめた作品『源氏物語絵巻』を制作した（原本は不明、模本が東京国立博物館に所蔵）。源氏物語絵巻は幕府の要請で調達されたと推測され、原本は寛永20年（1643年）の後光明天皇の践祚と、家光の嫡男徳川家綱の江戸城二の丸移徙に合わせた可能性がある。模本も重宝され、源氏物語絵巻は探幽が制作した『源氏物語図屏風』と並び江戸狩野における源氏絵図のスタンダードとして使われただけでなく、図様は他の画派や絵師達にも踏襲され、新しい規範として内外に強い影響力を発揮し続けた。
慶安3年（1650年）に死去、享年44。竹川町家は常信が継いだが、探幽にとって3兄弟の一角であった尚信の死は転機とされ、以後安信と結びついて二頭体制で狩野派を牽引していった。また安信にとっても自己の様式である単調な線質による力強い表現（安信様式）を押し出していく契機になったとされ、父の様式が尚信より自分に近いと感じ、自身の個性を活かすと共に父の様式を継承する意味合いで安信様式を確立したとされる。
私生活においては、ふらりと京都に旅行に出て小堀政一を訪ねたり、実際は病死したと伝えられるが、失踪して中国に行こうとした、あるいは魚釣りに出かけて溺死したという逸話が作られるなど、飄々と生きた趣味の自由人といった人柄を伝えている。また正保3年（1646年）に大徳寺住職江月宗玩の法嗣安室宗閑に依頼して卜隠の号を与えられたことが『古画備考』に書かれている。
弟子は多くなかったとされ、子の常信を除くと、林作之丞信春、狩野徳入信吉、平戸藩御用絵師・片山尚景の3名のみが挙げられている（『古画備考』）。

## 作風
探幽の画風に多くを学びつつも、そこから一歩踏み出し、探幽以上に湿潤な墨調をもち、次男という自由な立場故か、余白や構図にも探幽を超える大胆さを垣間見せる作品が残っている。大和絵の白描技法を水墨画の人物描写に応用し、漢画の和様化に寄与した。近衛家熙は『槐記』のなかで、古今に超絶したものだと高く評価している。一方、金碧障壁画の着色作品は、対象を単純化しようとする傾向が見られ、探幽が金碧画の中にも和様化を目指したのに対し、尚信は装飾化へ向かおうとしたと伝えられる。ただし、尚信の代表作には障壁画以外に濃彩画が残っておらず、尚信は着色金碧画には余り興味を持たなかったとされる。
マニエリスム的傾向もあり、人物図は頬や額を出っ張らせ上半身も大きく曲げる姿勢、全体として円を連ねるかのような形態が目に付く。水墨画はラフな筆致や部分的に粗く勢いのある筆致で、作品はマニエリスムでモチーフが存在感を主張、墨色の濃淡にメリハリがあるため清新な印象がある。形態や繰り返しに関心が向く点は常信に受け継がれていった。
尚信の甥で探幽の息子探信の弟子・木村探元著の『三暁庵雑志』では「探幽絵などとは違い、別て筆ずくなに書し画にて候」と評し、不出来な作品は破り捨てていたため寡作だったという。現存する尚信の作品は多くはないが、江戸時代には探幽と同程度の人気があった。反面、作品数は少ないため、しばしば贋作が作られるほどだった。

## 代表作
| 作品名                                      | 技法           | 形状・員数     | 寸法（縦x横cm）     | 所有者                           | 年代                  | 落款                 | 印章                                                       | 備考 |
| ------------------------------------------- | -------------- | -------------- | ------------------- | -------------------------------- | --------------------- | -------------------- | ---------------------------------------------------------- | --- |
| 知恩院障壁画                                |                |                |                     |                                  |                       |                      |                                                            | 尚信の担当は、大方丈の上段の間「山水人物図」5面、中段の間「仙人図」5面、鶴の間「松鶴図」16面、松の間「松鶴図」14面、梅の間「梅雉子図」4面、仏の間「蓮華図」1面。小方丈の上段の間 「山水図」18面、雪中山水の間「雪中山水図」13面。当時、探幽は大徳寺本坊大方丈の制作に集中しており、尚信が知恩院障壁画の総指揮を執った。名古屋城障壁画と図様・構図共に類似する作品が多い。遺品の少ない尚信の作品をまとめて鑑賞できる点で希少である。 |
| 金地院障壁画                                |                |                |                     |                                  |                       |                      |                                                            | 古畫備考の宮殿筆者の篠によると、菊乃間と仏前之間の仙人図とは探幽、鶴之間の群鶴図と上段之間の松梅図とは尚信の筆 |
| 大原御幸・富士見西行図屏風                  | 紙本淡彩       | 六曲一双       | 155.8x363.4（各）   | 板橋区立美術館                   |                       | 「主馬」朱文重郭方印 |                                                            | |
| 西湖図屏風                                  | 紙本墨画淡彩   | 六曲一双       | 152.8x347.6（各）   | 静岡県立美術館                   |                       | 尚信筆               | 「狩野」朱文長方印・「藤原」朱文円印                       | 四日市・九鬼家旧蔵。尚信の数少ない真体山水画。 |
| 山水花鳥図屏風                              | 紙本墨画       | 六曲一双       | 148.7x351.4（各）   | 根津美術館                       | 比較的前期の作か      | 「尚信」             | 「狩野」朱文長方印・「主馬」朱文重郭方印・印文不明朱文鼎印 | |
| 瀟湘八景図屏風                              | 紙本墨画       | 六曲一双       | 155.4x346.6（各）   | 東京国立博物館                   |                       |                      |                                                            | |
| 剡渓訪戴図・李白観瀑図                      |                | 六曲一双       |                     | 筑波大学附属図書館               |                       |                      |                                                            | |
| 竜虎図屏風                                  | 紙本墨画金砂子 | 六曲一双       | 157.8x351.2（各）   | 栃木県立博物館                   |                       | 自適斎筆             | 白文方印                                                   | |
| 四季山水図屏風                              | 紙本淡彩       | 六曲一双       | 153.5x358.6（各）   | 個人（栃木県立博物館寄託）       |                       | 尚信筆               | 「藤原」朱文円印                                           | |
| 花鳥図屏風                                  | 金地着彩       | 六曲一双       |                     | 個人                             |                       |                      |                                                            | |
| 中国故事人物図屏風                          | 紙本墨画淡彩   | 六曲一双       |                     | 個人                             |                       |                      |                                                            | |
| 四季山水図屏風                              | 紙本墨画淡彩   | 六曲一双       |                     | 個人                             |                       |                      |                                                            | |
| 夕顔・浮舟図屏風                            | 紙本淡彩       | 六曲一双       | 153.7x352.6（各）   | フリーア美術館                   |                       |                      |                                                            | |
| 虎図                                        | 紙本墨画       | 六曲一隻       |                     | ウースター美術館                 |                       |                      |                                                            | 探幽筆「龍図」と対。 |
| 猿猴図                                      |                | 3幅対のうち1幅 |                     | 相国寺                           | 1645年（正保2年）     |                      |                                                            | 探幽・安信との合作。 |
| 武州州学十二景図巻                          |                |                |                     | 江戸東京博物館                   | 1648年（慶安元年）    |                      |                                                            | 探幽・安信・益信との合作で林羅山の跋文付。各々が4図を担当 |
| 松図襖                                      | 紙本金地着色   | 襖4面          | 173.1x89.3（各）    | 鍋島報效会                       |                       |                      |                                                            | |
| 山水漁舟図襖                                | 紙本墨画       | 襖4面          | 171.4x92.0（各）    | 鳥取県立博物館                   |                       |                      |                                                            | |
| 池田恒興像                                  |                | 1幅            | 81.0x37.0           | 鳥取県立博物館                   | 1636-50年             | 「自適斎筆           | 「主馬」朱文重郭方印                                       | 鳥取県指定文化財。雲居希膺賛。 |
| 池田輝政・利隆像                            |                | 2幅対          | 80.7x36.8（各）     | 林原美術館                       | 1636-50年             | 「自適斎筆           | 「主馬」朱文重郭方印                                       | 雲居希膺賛。本来は上記の池田恒興像と一具で、脇幅に当たる。 |
| 黒馬図絵馬                                  |                | 1面            |                     | 春日神社（丹波篠山市黒岡）絵馬堂 | 1649年（慶安2年）奉納 |                      |                                                            | 丹波篠山市指定文化財。篠山藩主松平忠国が明石藩へ転封した際に奉納した絵馬。その雄渾な姿から、黒馬が絵から抜けだし畑の豆を食い荒らしたという伝説を産んだ。 |
| Winter Scene with Plum Trees and Pheasants, | 紙本墨画淡彩   | 六曲一双       | 170.2x369.4（各）   | クリーブランド美術館             |                       |                      |                                                            | |
| Birds in Landscape（右隻・左隻）            | 紙本著色       | 六曲一双       | 149.23x365.44（各） | ミネアポリス美術館               |                       | 自適斎筆             |                                                            | |
| 禁苑郭公図屏風                              | 紙本墨画金泥   | 六曲一双       |                     | 現在所在不明                     |                       |                      |                                                            | |

## 参考資料
- 細野正信編『日本の美術262 江戸の狩野派』至文堂、1988年。
- 山下裕二監修、安村敏信・山本英男・山下善也執筆『別冊太陽 狩野派決定版』平凡社、2004年。ISBN 978-4-5829-2131-1
- 安村敏信『もっと知りたい狩野派 探幽と江戸狩野派』東京美術、2006年。ISBN 978-4-8087-0815-3
- 竹内誠ほか編『徳川幕臣人名辞典』東京堂出版、2010年。
- 松島仁『徳川将軍権力と狩野派絵画 徳川王権の樹立と王朝絵画の創生』星雲社、2011年。
- 佐々木英理子 野田麻美企画・編集『「探幽3兄弟─狩野探幽・尚信・安信─」展図録』板橋区立美術館・群馬県立近代美術館ほか発行、2014年2月。
- 榊原悟『狩野探幽 御用絵師の肖像』臨川書店、2014年。
- 門脇むつみ『巨匠 狩野探幽の誕生 江戸初期、将軍も天皇も愛した画家の才能と境遇』朝日新聞出版（朝日選書）、2014年。